# Onthophagus caffrarius
Onthophagus caffrarius là một loài bọ cánh cứng trong họ Bọ hung (Scarabaeidae).